# Algidia homerica
Algidia homerica is een hooiwagen uit de familie Triaenonychidae. De wetenschappelijke naam van Algidia homerica gaat terug op Forster.